# Vol. 3: The Subliminal Verses
Vol. 3: The Subliminal Verses is het derde studioalbum van de Amerikaanse nu-metalband Slipknot, uitgebracht in 2004. Een speciale editie met een bonus-cd is uitgebracht in 2005.

## Tracklist
1. "Prelude 3.0" – 3:57
2. "The Blister Exists" – 5:19
3. "Three Nil" – 4:48
4. "Duality" – 4:12
5. "Opium of the People" – 3:12
6. "Circle" – 4:22
7. "Welcome" – 3:15
8. "Vermilion" – 5:16
9. "Pulse of the Maggots" – 4:19
10. "Before I Forget" – 4:38
11. "Vermilion Pt. 2" – 3:44
12. "The nameless" – 4:28
13. "The Virus of Life" – 5:25
14. "Danger - Keep Away" – 3:16

### Bonus-cd
1. "Don't Get Close" – 3:47 (B-Side van de Duality - Single)
2. "Scream" – 4:31 (B-Side van de Vermilion - Single)
3. "Vermilion (Terry Date Mix)" – 5:25
4. "Danger - Keep Away" – 7:55 (Full-length versie)
5. "The Blister Exists" – 5:17 (Live)
6. "Three Nil" – 4:57 (Live)
7. "Disasterpiece" – 5:25 (Live in London)
8. "People = Shit" – 3:54 (Live)